# Новобіла
Новобі́ла (село Ново-Біла — 1765 р. село Новобіла — 1953 р.) — село в Україні, у Білолуцькій селищній громаді Старобільського району Луганської області.
Населення становить 2040 осіб.

## Географія
Відстань до центру громади становить близько 33 км і проходить автошляхом Т 1302. Неподалік від села розташований пункт пропуску на кордоні з Росією Новобіла—Новобіла.
Село Новобіла розташоване на річці Біла, що є притокою річки Айдар. Назва річки походить від характеру місцевості: крейдяні гори, біля яких вона протікає. На південно-західній околиці села Балка Калинова впдає у річку Білу.

## Історія
Існує два припущення, стосовно дати заснування села: засноване 1686 року чи після 1709 року. Вірогіднішим роком народження є 1686, про що свідчить карта заселення нашого краю, підготовлена луганськими краєзнавцями. Першим оселився тут сотник Острогозького слобідського козацького полку Андрій Кузьмич Чмихов і за ім'ям свого батька назвав свій хутір Кузьминкою. Науковці ж вважають, що назва села Кузьминка неофіційна, бо в документах того часу дане поселення йменувалося як «Новобелінська слобода». Отже, назва села походить від річки Біла, на берегах якої і розташоване село. Основним заняттям жителів поселення було хліборобство. У другій половині XVII ст. почали культивувати картоплю. Допоміжними заняттям було тваринництво, бджільництво і садівництво.
Село постраждало внаслідок голоду у 1932—1933 роках, кількість встановлених жертв — 233 людей.

## Пам'ятки
В околицях села розташоване заповідне урочище «Московське» та лісовий заказник місцевого значення «Білолуцький».

## Також
- Перелік населених пунктів, що постраждали від Голодомору 1932-1933, Луганська область